# Đặng Thị Phương Thảo
Đặng Thị Phương Thảo (sinh ngày 21 tháng 7 năm 1984) là một nữ cán bộ quản lý giáo dục và chính trị gia người Việt Nam. Bà nguyên là đại biểu Quốc hội Việt Nam khóa XIV nhiệm kì 2016-2021, thuộc đoàn đại biểu Quốc hội tỉnh Nam Định, Ủy viên Ủy ban Khoa học, Công nghệ và Môi trường của Quốc hội, Phó hiệu trưởng Trường THPT Nguyễn Khuyến tỉnh Nam Định. Hiện nay bà đang công tác tại Công đoàn Giáo dục Việt Nam thuộc Tổng Liên đoàn Lao động Việt Nam. Bà đã trúng cử đại biểu Quốc hội Việt Nam khóa XIV năm 2016 ở đơn vị bầu cử số 1, tỉnh Nam Định gồm có thành phố Nam Định và các huyện: Mỹ Lộc, Vụ Bản, Ý Yên.

## Xuất thân
Bà Đặng Thị Phương Thảo sinh ngày 21 tháng 7 năm 1984 quê quán ở thị trấn Ngô Đồng (nay là thị trấn Giao Thủy), huyện Giao Thủy, tỉnh Nam Định.
Bà xuất thân trong gia đình cán bộ trí thức, nguyên quán tại làng Hành Thiện, xã Xuân Hồng, huyện Xuân Trường, tỉnh Nam Định. Gia đình bà thuộc dòng họ Đặng làng Hành Thiện - nổi tiếng có nhiều người là chính trị gia, nhiều người thành đạt, có học hàm học vị giáo sư, phó giáo sư, tiến sĩ.
Bà là cháu ngoại (đời thứ tư) của Tổng Bí thư Trường Chinh là Tổng Bí thư Ban Chấp hành Trung ương Đảng Cộng sản Việt Nam (lần thứ nhất: 1941 - 1956, lần thứ hai: 1986), Chủ tịch Ủy ban Thường vụ Quốc hội (1960 - 1975) và Chủ tịch Quốc hội (khóa V, VI).
Bà là cháu nội (đời thứ ba) của Trung tướng Đặng Quân Thụy là Ủy viên Trung ương Đảng khóa VII, Đại biểu Quốc hội các khóa VIII và IX, Phó Chủ tịch Quốc hội, kiêm chức Chủ nhiệm Ủy ban Quốc phòng và An ninh của Quốc hội khóa IX, Chủ tịch Hội Cựu chiến binh Việt Nam nhiệm kỳ III (2002 - 2007).
Một số thành viên gia đình nổi tiếng khác:
1. TS Đặng Xuân Phương, Phó Bí thư Đảng ủy Quốc hội nhiệm kỳ 2020 - 2025, Đại biểu Quốc hội khóa 14, đại biểu Quốc hội Việt Nam khóa 15 nhiệm kì 2021-2026, Phó Bí thư tỉnh ủy Quảng Ninh nhiệm kỳ 2020 - 2025.
2. TS Đặng Xuân Thanh, Phó Chủ tịch Viện Hàn lâm Khoa học Xã hội Việt Nam, bổ nhiệm lại ngày 20/9/2023, Phó Chủ tịch UBND tỉnh Lào Cai nhiệm kỳ 2011 - 2026.
3. Nhà báo Đặng Thị Kim Hiên, Tổng biên tập Tạp chí Chất lượng và Cuộc sống, Phó Chủ tịch Hội Khoa học và Kỹ thuật về Tiêu chuẩn và Chất lượng Việt Nam nhiệm kỳ 2023 - 2028.
4. GS Đặng Xuân Kỳ (2 tháng 9 năm 1931 – 6 tháng 6 năm 2010), Giáo sư triết học, Ủy viên Ban Chấp hành Trung ương Đảng khóa VI và VII, nguyên Phó Chủ tịch Hội đồng Lý luận Trung ương Đảng Cộng sản Việt Nam; nguyên Viện trưởng Viện Nghiên cứu chủ nghĩa Mác–Lênin và tư tưởng Hồ Chí Minh, Giám đốc Trung tâm Khoa học xã hội nhân văn (nay là Viện Hàn lâm Khoa học xã hội Việt Nam), Phó Viện trưởng Viện Triết học Việt Nam, Phó Viện trưởng Viện Bảo tàng Hồ Chí Minh (nay là Bảo tàng Hồ Chí Minh (đã mất)
5. TS Đặng Xuân Lãng, Nguyên Giám đốc Hãng phim Tài liệu và Khoa học Trung ương (đã mất).
6. TS Đặng Ngọc Vĩnh, Nguyên Giám đốc Trung tâm Chiếu phim Quốc gia (đã mất).

## Giáo dục
- Giáo dục phổ thông: 12/12
- Đại học Sư phạm chuyên ngành Sư phạm Toán - Tin
- Thạc sĩ Toán học

## Sự nghiệp
Bà gia nhập Đảng Cộng sản Việt Nam vào ngày 1/10/2015.
Khi ứng cử đại biểu Quốc hội Việt Nam khóa XIV vào tháng 5 năm 2016 bà đang là Giáo viên, Bí thư Chi đoàn, Ủy viên Ban chấp hành Công đoàn, Ủy viên Ban chấp hành Đoàn trường trung học phổ thông Giao Thủy, làm việc ở trường trung học phổ thông Giao Thủy.
Bà đã trúng cử đại biểu Quốc hội năm 2016 ở đơn vị bầu cử số 1, tỉnh Nam Định gồm có thành phố Nam Định và các huyện: Mỹ Lộc, Vụ Bản, Ý Yên, được 281.339 phiếu, đạt tỷ lệ 55,78% số phiếu hợp lệ.
Quá trình công tác:
- Từ năm 2006 đến năm 2019: Giáo viên, cán bộ Đoàn TNCS, cán bộ Công đoàn Trường THPT Giao Thủy tỉnh Nam Định.
- Từ tháng 7 năm 2016: đại biểu Quốc hội Việt Nam khóa XIV, Ủy viên Ủy ban Khoa học, Công nghệ và Môi trường của Quốc hội.
- Từ tháng 8 năm 2019: Phó hiệu trưởng trường THPT Nguyễn Khuyến tỉnh Nam Định.
- Hiện nay: Công tác tại Công đoàn Giáo dục Việt Nam thuộc Tổng Liên đoàn Lao động Việt Nam, Ủy viên Ủy ban Kiểm tra Công đoàn Giáo dục Việt Nam khóa XVI nhiệm kỳ 2023 - 2028.

## Đại biểu Quốc hội Việt Nam khóa XIV nhiệm kì 2016-2021
Bà là nữ ĐBQH trẻ tâm huyết, có nhiều phát ngôn, chất vấn ấn tượng và sắc sảo tại các kỳ họp, được cử tri và nhân dân đánh giá cao.
- Ngày 05/6/2016, Quốc hội khóa XIV thảo luận việc thực hiện chính sách pháp luật về an toàn thực phẩm giai đoạn 2011-2016. ĐBQH Đặng Thị Phương Thảo phát biểu tình trạng mất vệ sinh an toàn thực phẩm tại các khu vực trường học.
- Tại phiên chất vấn kỳ họp thứ 4, Quốc hội khóa XIV, tranh luận cùng Bộ trưởng  Bộ TTTT Trương Minh Tuấn, ĐBQH Đặng Thị Phương Thảo đánh giá Bộ trưởng trả lời chất vấn của ĐBQH kèm theo đánh giá nguyên nhân, giải pháp rất hợp lý. Đồng thời, "truy" Bộ trưởng Bộ Y tế về việc chưa trả lời chất vấn của ĐBQH từ kỳ họp trước.
- Tại phiên họp thứ 5, Quốc hội khóa XIV, ngày 25/5/2018, phát biểu tại hội trường thảo luận về tình hình kinh tế - xã hội và quyết toán ngân sách nhà nước, ĐBQH Đặng Thị Phương Thảo đề nghị cần có cơ chế, chính sách nhằm tăng cường sự tham gia của thanh niên trong các hoạt động chính trị.
- Ngày 07/6/2018, tại phiên thảo luận về dự kiến Chương trình giám sát của Quốc hội năm 2019, ĐBQH Đặng Thị Phương Thảo đề nghị cần phải bổ sung nội dung liên quan tới tình trạng bạo hành và xâm hại trẻ em vào chương trình giám sát của Quốc hội năm 2019.
- Ngày 11/6/2018, tiếp tục chương trình Kỳ họp thứ Năm, ĐBQH Đặng Thị Phương Thảo đã cho ý kiến về dự án Luật sửa đổi, bổ sung một số điều của Luật Giáo dục.
- Ngày 30/10/2018, ĐBQH Đặng Thị Phương Thảo tham gia chất vấn các thành viên Chính phủ, Chánh án Tòa án nhân dân Tối cao, Viện trưởng Viện Kiểm sát nhân dân Tối cao về việc thực hiện các nghị quyết của Quốc hội về giám sát chuyên đề và chất vấn từ đầu nhiệm kỳ đến hết kỳ họp thứ tư, Quốc hội khóa XIV.
- Ngày 11/6/2019, ĐBQH Đặng Thị Phương Thảo phát biểu thảo luận về dự án Luật Thư viện.
- Tại phiên thảo luận về thực hiện chính sách, pháp luật về phòng cháy, chữa cháy giai đoạn 2014 – 2018, ngày 13/11/2019 tại Quốc hội, ĐBQH Đặng Thị Phương Thảo cho rằng cần quan tâm đến phòng cháy, chữa cháy, cứu nạn cứu hộ trong các trường học.
- Sáng 8/11/2019, ĐBQH Đặng Thị Phương Thảo chất vấn Bộ trưởng Thông tin và Truyền thông Nguyễn Mạnh Hùng về các nội dung liên quan công tác quản lý báo chí, quản lý giấy phép trong lĩnh vực báo chí.
- Chất vấn Bộ trưởng Bộ VHTT&DL Nguyễn Ngọc Thiện, ĐBQH Đặng Thị Phương Thảo đặt câu hỏi về trách nhiệm của Bộ trưởng nhằm khắc phục được triệt để các cuộc thi hoa hậu, hoa khôi trá hình.
- Ngầy 25/5/2020 tại kỳ họp thứ 9, Quốc hội khóa XIV, ĐBQH Đặng Thị Phương Thảo góp ý Luật Thanh niên (sửa đổi).
- Tại phiên thảo luận của Quốc hội về kinh tế - xã hội tại Kỳ họp thứ 10, Quốc hội khóa XIV, đại biểu Đặng Thị Phương Thảo – Đoàn ĐBQH tỉnh Nam Định đã góp ý một số vấn đề liên quan tới việc biên soạn sách giáo khoa, cụ thể là sách giáo khoa lớp 1 hiện hành; đề nghị cơ quan điều tra vào cuộc xác minh. Đặc biệt là phát ngôn sắc sảo “Tôi phát ngôn và chịu trách nhiệm trước cử tri”.